# SKF-89976A
SKF-89976A是一种含氮有机化合物，分子式C22H25NO2，可用作抗惊厥药，通过抑制GAT-1来阻止γ-氨基丁酸再摄取。